# کراسنواوسولسکی
کراسنواوسولسکی (انگلیسی: Krasnousolsky) یک شهرک در شهرستان گافوریسکی استان باشقیرستان کشور روسیه است.